# Björkevattnet (Herrestads socken, Bohuslän)
Björkevattnet är en sjö i Uddevalla kommun i Bohuslän och ingår i Bäveåns huvudavrinningsområde. Sjön är 8 meter djup, har en yta på 0,025 kvadratkilometer och är belägen 100 meter över havet.